# 470324 Debbanci
470324 Debbanci è un asteroide della fascia principale. Scoperto nel 2007, presenta un'orbita caratterizzata da un semiasse maggiore pari a 2,738064 UA e da un'eccentricità di 0,051071, inclinata di 14,172970° rispetto all'eclittica.